# Рыхлевская дача
«Рыхлевская дача» — ландшафтный заказник общегосударственного значения в границах Мезинского национального природного парка (с 10 февраля 2006 года), расположенный в Новгород-Северском районе (Черниговская область, Украина). Площадь — 789 га. Находится под контролем ГП «Холминского лесного хозяйства».

## История
Заказник «Рыхлевская дача» создан Указом Президента Украины от 10.12.1994 года №1207/2000. На его базе, согласно Указу Президента Украины от 10 февраля 2006 года № 122, был создан Мезинский национальный природный парк.

## Описание
Заказник «Рыхлевская дача» был создан с целью сохранения ценных природных комплексов — 1-о и 2-о бонитета вековых дубов. Расположен на территории лесистой возвышенности Новгород-Северского Полесья: кварталов 43-53 Понорницкого лесничества — между пгт Понорница и селом Рыхлы.
Ближайший населённый пункт — Понорница и Рыхлы Новгород-Северского района Черниговской области Украины, город — Батурин.

## Природа
В заказнике распространены производные грабово-дубовых лесов. Одноярусный и очень густой древостой в разных соотношениях образовывают граб обыкновенный, дуб, ясень, осина, берёза повислая, липа сердцелистая. Эти леса интересные тем, что граб обыкновенный здесь находится на восточной границе своего распространения.